# Tölgyesi Viktor
Tölgyesi Viktor (Kecskemét, 1992. január 18. –) magyar labdarúgó, a Tiszakécske játékosa.

## Pályafutása
A Kecskeméti TE saját nevelésű játékosa, 1 évig a Ferencvárosnál nevelkedett.
2009 óta tagja a KTE felnőtt csapatának.
2013-ban Gyirmótra került kölcsönbe.